# Уравнение Марка — Куна — Хаувинка
Уравнение Марка—Куна—Хаувинка — уравнение, связывающее характеристическую вязкость полимера в растворе и его молекулярную массу.
Уравнение записывается как
{\displaystyle [\eta ]=K_{\eta }\,M^{a}},
где {\displaystyle [\eta ]} — характеристическая вязкость полимерной цепи с молекулярной массой {\displaystyle M}, {\displaystyle a} и {\displaystyle K} — константы, величина которых зависит от природы полимера и растворителя и температуры. Как правило,
Также иногда соотношением Марка—Куна—Хаувинка называется зависимость между коэффициентом поступательного трения {\displaystyle f} и молекулярной массой полимера:
{\displaystyle f=K_{f}\,M^{b}},
где {\displaystyle K_{f}} и {\displaystyle b} — некоторые константы, зависящие от природы полимера, растворителя и температуры.
Уравнения Марка—Куна—Хаувинка применяются для быстрой оценки молекулярной массы и размера макромолекул. Соотношения справедливы для разбавленных растворов.

## История
Соотношение (первое из приведенных в этой статье) получено экспериментально в 1938 году Г. Ф. Марком и независимо от него Р. Хаувинком (Roelof Martinus Frederik Houwink) в 1940. В зарубежной литературе уравнение носит имена Mark-Houwink. Так как Х. Кун и И. Сакурада также внесли вклад, нередко встречается и название Kuhn-Mark-Houwink-Sakurada.